# Solid surface

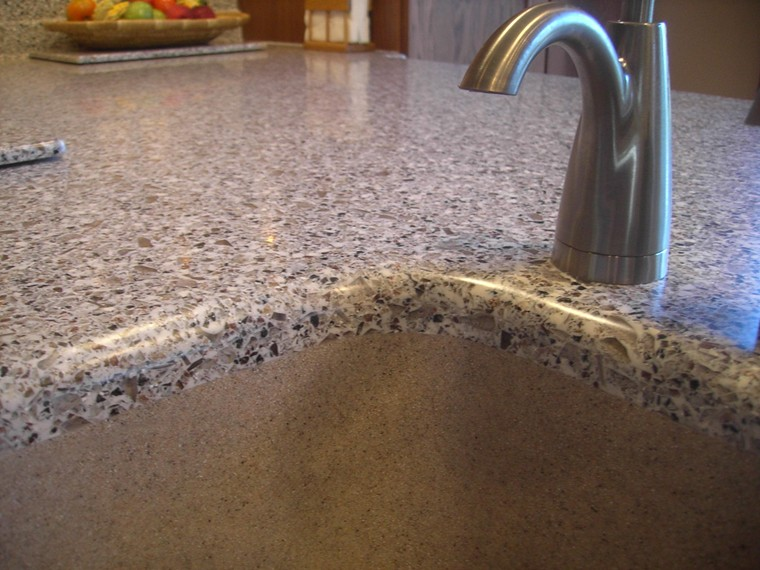
aanrechtblad gemaakt van Solid surface

Solid surface (Engels: 'vast oppervlak') is een verzamelnaam voor materiaal dat bestaat uit natuurlijke mineralen en pigmenten die gebonden zijn in een matrix van aluminiumtrihydraat (ATH), acryl, epoxy en/of polyester. Het is waterdicht en heeft een gladde structuur zonder naden en poriën waardoor het hygiënisch en onderhoudsarm is, en in vochtige ruimten kan worden toegepast.

## Fabricage
De substantie wordt gemengd en ontgast in een al dan niet geautomatiseerde gietmachine en vervolgens in de holte van een mal geïnjecteerd. Het materiaal hardt chemisch uit in een oven. Er zijn veel afwerkingen mogelijk, waaronder gelcoat, mat, glanzend, metallic en gestructureerd. Met behulp van hand- en/of machinaal gereedschap wordt het product afgewerkt.

## Voordelen
- Antibacterieel door zijn ondoordringbaar oppervlak (naadloze verlijming is mogelijk waardoor water en micro-organismen niet kunnen ophopen in kieren en spleten)
- UV-bestand
- Krasvast
- Ongevoelig voor de meeste bijtende stoffen.
- Gebruikssporen kunnen hersteld worden.
- Slechte warmtegeleider waardoor het niet koud aanvoelt.

## Toepassingen
Het materiaal wordt vooral gebruikt voor naadloze toepassingen in vochtige ruimtes (badkamers en keukens). Het betreft dan wandpanelen, ligbaden, douchebakken, wastafels, keukentabletten, spatwanden, balies, toonbanken van winkels etc.